# NGC 3782
NGC 3782 is een balkspiraalstelsel in het sterrenbeeld Grote Beer. Het hemelobject werd op 5 februari 1788 ontdekt door de Duits-Britse astronoom William Herschel.

## Synoniemen
- UGC 6618
- MCG 8-21-87
- ZWG 242.71
- IRAS 11366+4647
- PGC 36136